# Barwice (gmina)
Barwice – gmina miejsko-wiejska w Polsce położona we wschodniej części województwa zachodniopomorskiego, w powiecie szczecineckim. Siedzibą gminy jest miasto Barwice. 
Według danych z 31 grudnia 2016 r. gmina miała 9840 mieszkańców. Natomiast według danych z 31 grudnia 2017 roku gminę zamieszkiwało 8613 osób.
Miejsce w województwie (na 114 gmin):

powierzchnia 28., ludność 42.

## Położenie
Gmina jest położona we wschodniej części województwa zachodniopomorskiego, w zachodniej części powiatu szczecineckiego.
Sąsiednie gminy:
- Borne Sulinowo, Grzmiąca i Szczecinek (powiat szczecinecki)
- Tychowo (powiat białogardzki)
- Czaplinek (powiat drawski)
- Połczyn-Zdrój (powiat świdwiński)

Do końca 1998 r. wchodziła w skład województwa koszalińskiego.
Gmina stanowi 21,9% powierzchni powiatu.

## Demografia
Według danych z 31 grudnia 2016 r. gmina miała 9840 mieszkańców, co stanowiło 11,1% ludności powiatu. Gęstość zaludnienia wynosi 38,0 osoby na km².
Dane z 31 grudnia 2016 r.:
| Opis           | Ogółem | Ogółem | Kobiety | Kobiety | Mężczyźni | Mężczyźni |
| -------------- | ------ | ------ | ------- | ------- | --------- | --------- |
| Jednostka      | osób   | %      | osób    | %       | osób      | %         |
| Populacja      | 8682   | 100    | 4334    | 49,92   | 4348      | 50,08     |
| Miasto         | 3766   | 43,38  | 1923    | 22,15   | 1843      | 21,23     |
| Obszar wiejski | 4916   | 56,62  | 2411    | 27,77   | 2505      | 28,85     |

- Piramida wieku mieszkańców gminy Barwice w 2014 roku[3].

## Przyroda i turystyka
Gmina leży na Pojezierzu Drawskim. W południowo-zachodniej części gminy znajduje się fragment Drawskiego Parku Krajobrazowego. Granicę z gminą Grzmiąca wyznacza rzeka Parsęta, na której prowadzi szlak kajakowy od wsi Stary Chwalim aż do Bałtyku. Przez Drawski PK wytyczono niebieski szlak turystyczny. Tereny leśne zajmują 34% powierzchni gminy, a użytki rolne 56%.

## Komunikacja
Przez gminę Barwice prowadzą drogi wojewódzkie: nr 171, łącząca Barwice z Czaplinkiem (23 km) i przez Grzmiącą (14 km) z Bobolicami (31 km), oraz nr 172 do Szczecinka (24 km) i Połczyna-Zdroju (20 km).
Barwice uzyskały połączenie kolejowe w 1903 r. po doprowadzeniu linii kolejowej z Połczyna-Zdroju do Grzmiącej. Linia została zamknięta w 1999 r.
W gminie czynne są 2 placówki pocztowe: Barwice k. Szczecinka (78-460), Polne (78-444).

## Administracja i samorząd
W 2016 r. wykonane wydatki budżetu gminy Barwice wynosiły 35,5 mln zł, a dochody budżetu 36,2 mln zł. Zobowiązania samorządu (dług publiczny) według stanu na koniec 2016 r. wynosiły 6,9 mln zł, co stanowiło 18,9% poziomu dochodów.
Gmina Barwice jest obszarem właściwości Sądu Rejonowego w Szczecinku. Sprawy z zakresu ubezpieczeń społecznych i sprawy gospodarcze są rozpatrywane Sąd Rejonowy w Koszalinie. Gmina jest obszarem właściwości Sądu Okręgowego w Koszalinie. Gmina (właśc. powiat szczecinecki) jest obszarem właściwości miejscowej Samorządowego Kolegium Odwoławczego w Koszalinie.
Mieszkańcy gminy Barwice wraz z mieszkańcami gmin: Borne Sulinowo i Grzmiąca wybierają 6 z 19 radnych do Rady Powiatu Szczecineckiego, a radnych do Sejmiku Województwa Zachodniopomorskiego w okręgu nr 4. Posłów na Sejm wybierają z okręgu wyborczego nr 40, senatora z okręgu nr 100, a posłów do Parlamentu Europejskiego z okręgu nr 13.